# Powiat Bratysława I
Powiat Bratysława I (słow. okres Bratislava I) – słowacka jednostka administracyjna znajdująca się w kraju bratysławskim, obejmująca bratysławską dzielnicę Stare Miasto.
Powiat Bratysława I zajmuje obszar 9,59 km², jest zamieszkiwany przez 39 953 obywateli, co daje średnią gęstość zaludnienia w wysokości 4166 osób na km².